# Hôtel Saint-Livier
Das Hôtel Saint-Livier in Metz ist das älteste bürgerliche Gebäude der Stadt und sowohl defensiver Wehrturm als auch luxuriöse Residenz. Das Gebäudeensemble steht unter Denkmalschutz.

## Lage
Das Gebäude befindet sich an der 1 rue des Trinitaires in Metz, in der sich einstmals ein Konvent des Trinitarier-Ordens befand.

## Schutzwürdigkeit
Die Fassaden und Dächer, die Grenzmauer auf der Straße mit ihrer Tür, sowie die Reste einer Galerie, die Halle aus dem 16. Jahrhundert und die Treppe auf der einen Seite, sowie die Wandmalereien an Teilen des Erdgeschosses des Gebäudes im Hinterhof unterliegen der Einstufung als Monument historique seit 12. Dezember 1939, seit 15. Mai 2003 auch für die Wandmalereien.

## Gebäude
Das Gebäude wurde Ende des 12. Jahrhunderts an der Stelle eines Palastes der Könige von Austrasien erbaut. Es spiegelt den italienischen Einfluss des lombardischen Baustils auf die mittelalterliche bürgerliche Architektur der Stadt im 13. Jahrhundert wider. Ein hoher Donjon, ein niedriges Dach, zurückspringende Fassade, dominiert von einer mehrere Meter hohen krenelierten Mauer, die als Wehrgang dient. Die Fassade des Gebäudes verfügt über Fenster aus dem 13. und 16. Jahrhundert. Ursprünglich befanden sich zwei mit Zinnen versehene Türme an den gegenüberliegenden Ecken des repräsentativen Prachtbaus, von denen nur einer in die Gegenwart gerettet werden konnte.

## Heutige Nutzung

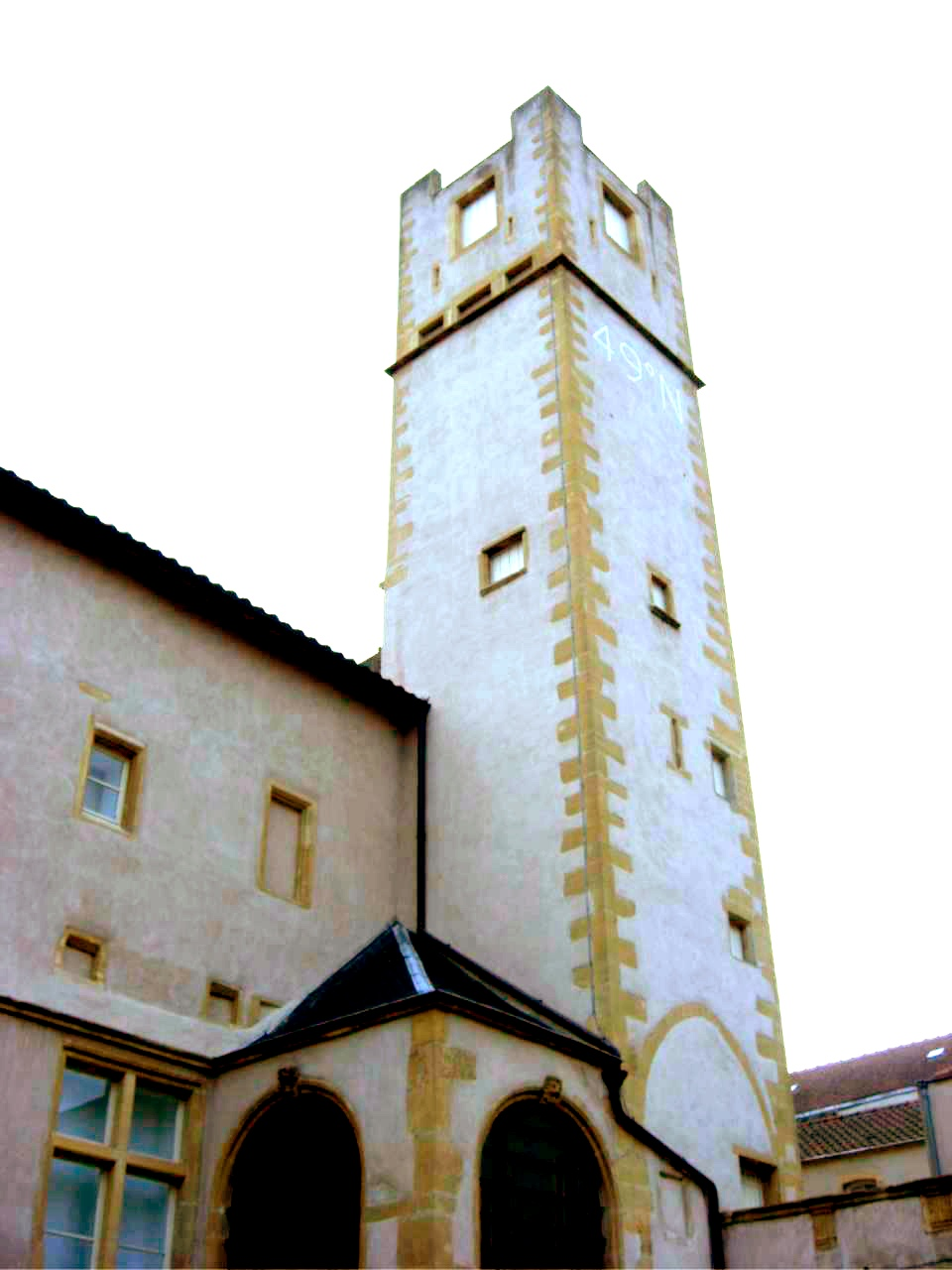
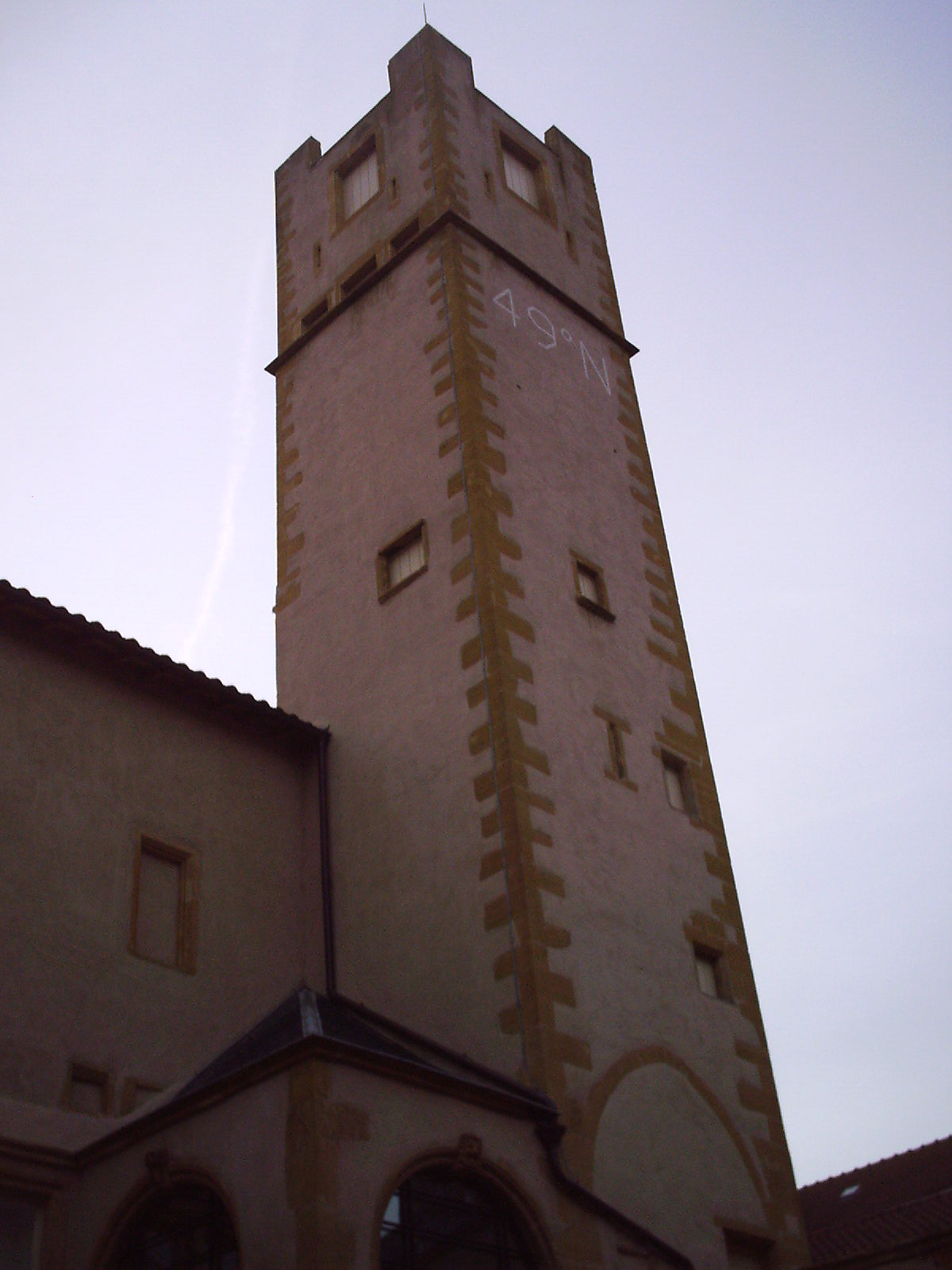
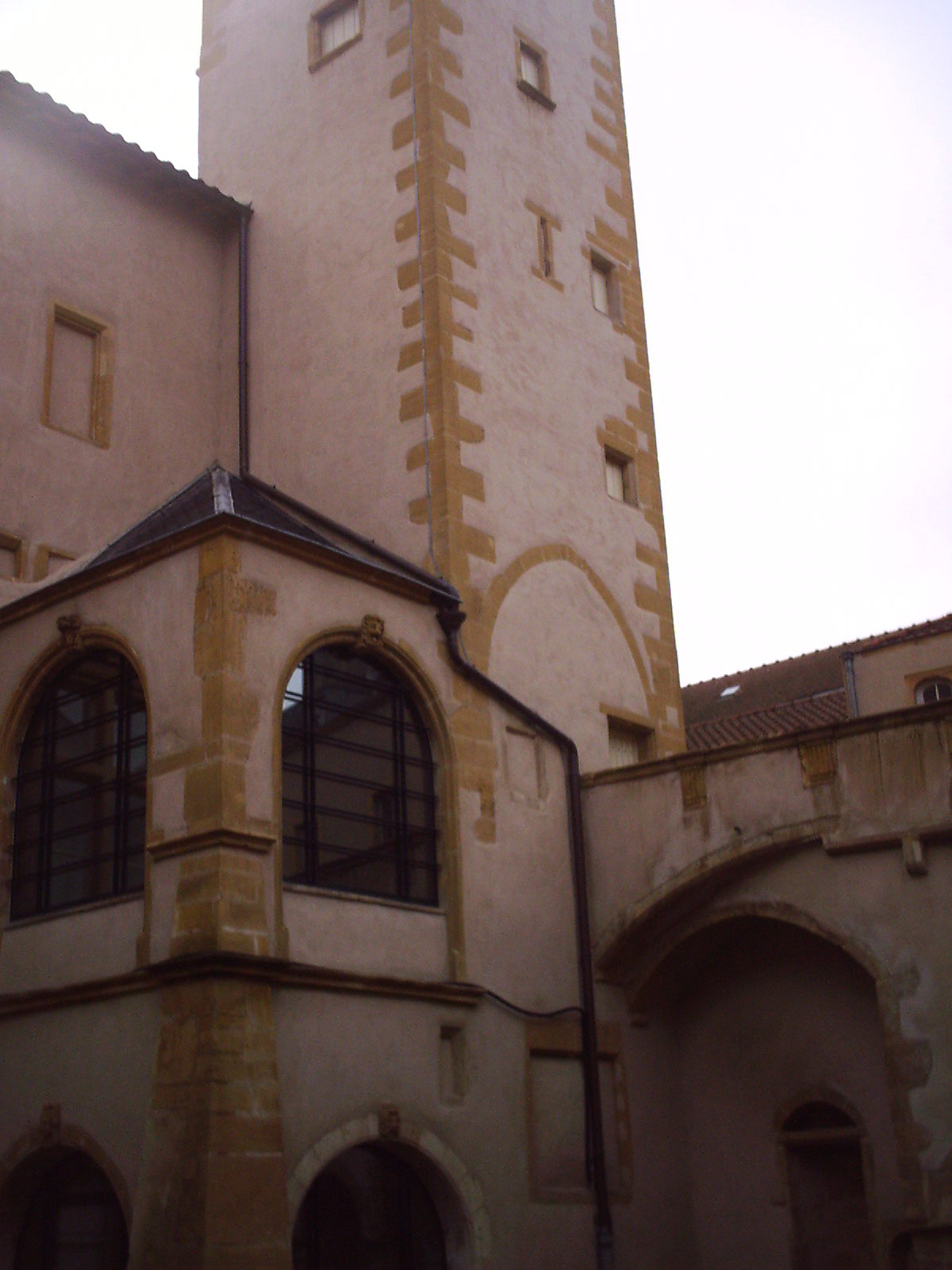
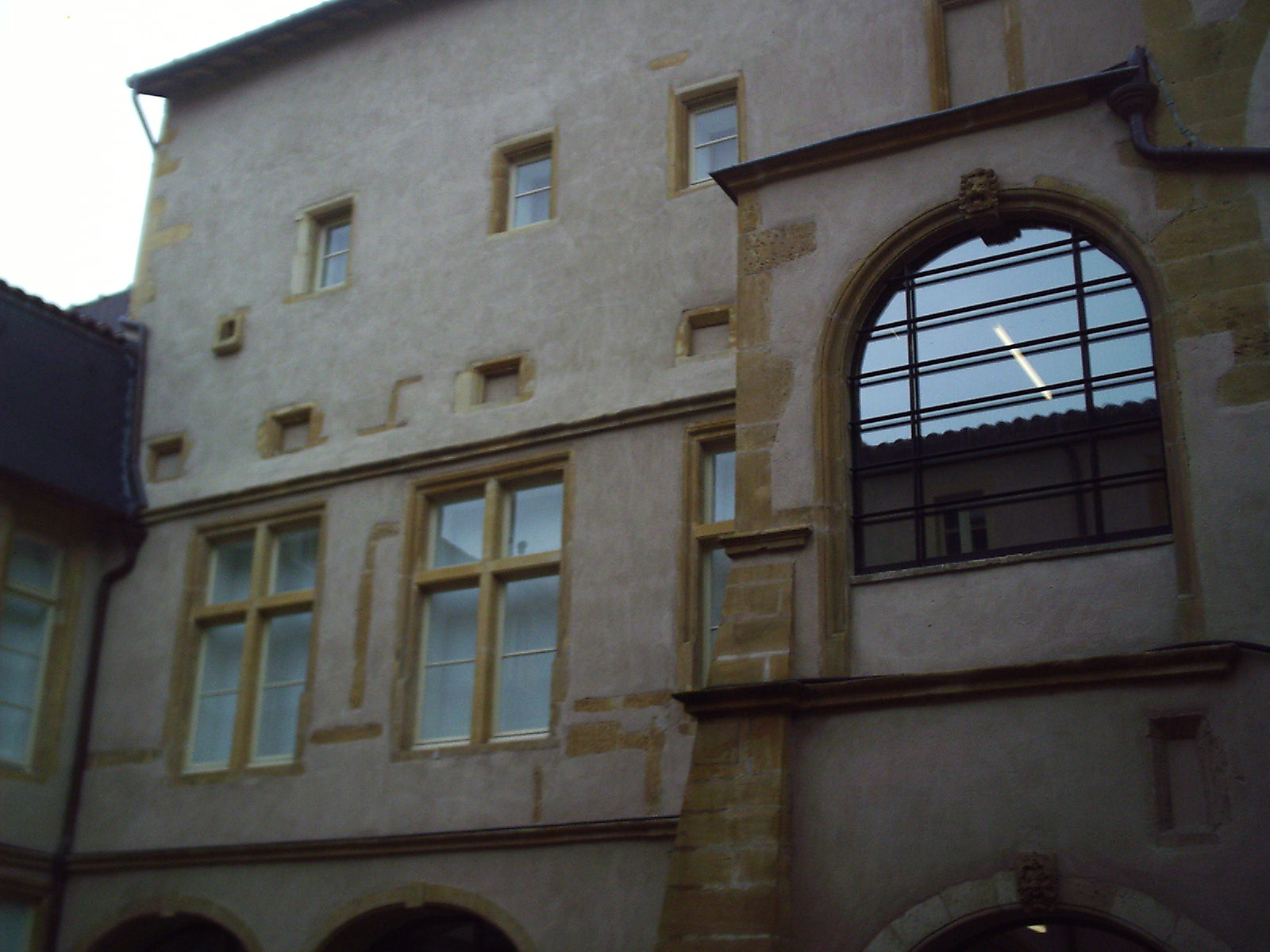
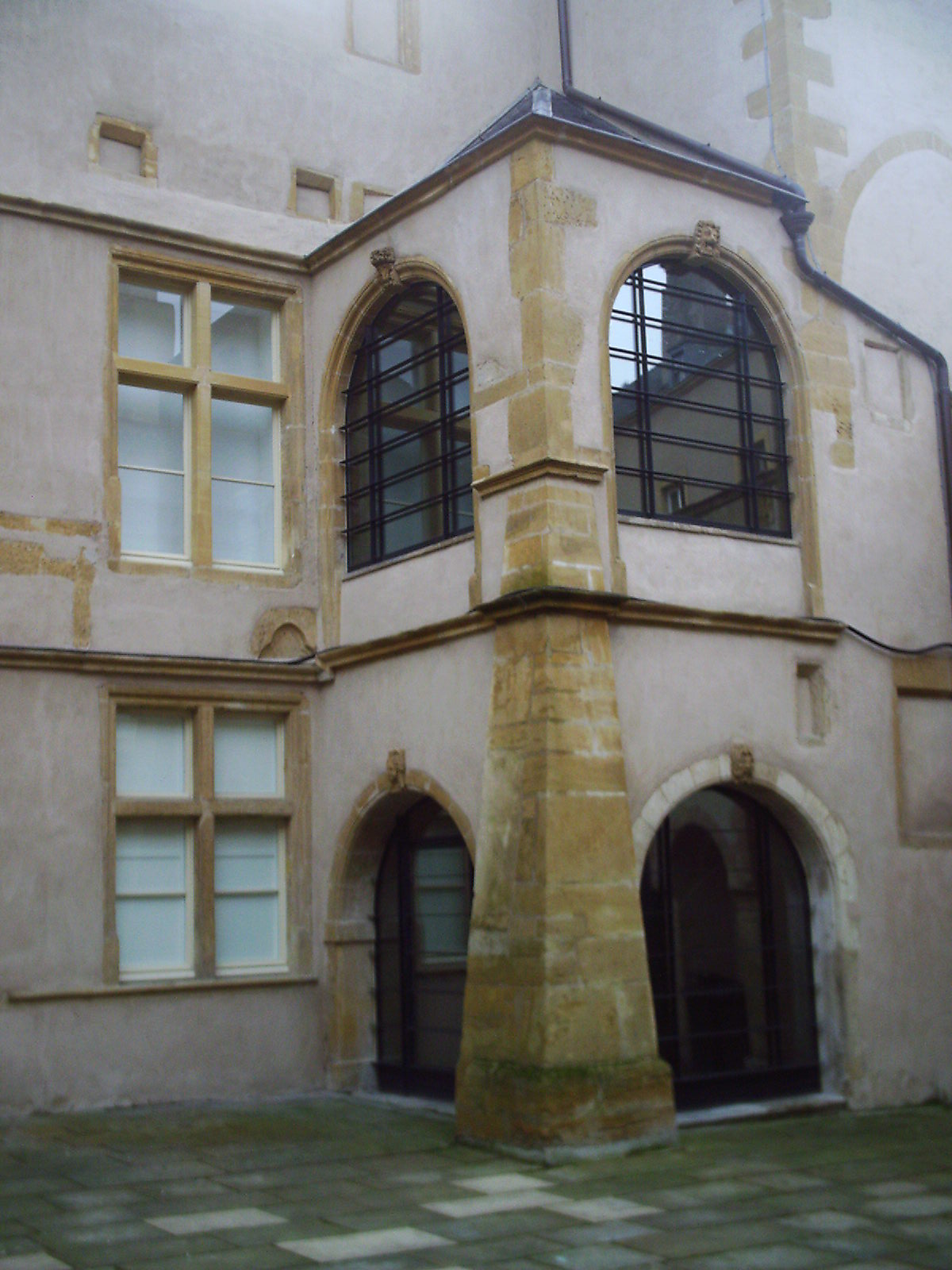

Die Stadt Metz kaufte das Gebäude im Jahr 1898. Als Monument historique wurde es im Jahr 1939  unter Denkmalschutz gestellt und seit dem Jahr 1998 nutzt es die Region Lothringen für den Regionalfonds zeitgenössischer Kunst. Im Jahr 2004 wurde es durch Mitarbeiter des Conservatoire à rayonnement régional de Metz restauriert. Man fügte einige zeitgenössische Elemente ein. Das Gebäude wurde für eine neue Funktion ausgerichtet. Nun umfasst es Räumlichkeiten mit einer Fläche von 2000 m², davon 500 m² Ausstellungsfläche. Der neue Name lautet: 49N 6E, entsprechend seinen geodätischen Koordinaten.